# 杞谋娶公
杞谋娶公是杞国的第4任君主。根据《史记》记载，杞谋娶公是杞题公之子，继承其爵位。其当政时是周厉王时期。但其生卒年月不详，姓名不详，传于其子杞武公。